# Onnia (grzyby)
Onnia P. Karst. – rodzaj grzybów z rodziny szczeciniakowatych (Hymenochaetaceae).

## Charakterystyka
Grzyby pasożytnicze i saprotroficzne rosnące na drewnie lub korzeniach. Powodują białą zgniliznę drewna. Kapelusze filcowate, nieregularnie powyginane, niestrefowane, z rurkami na spodzie. Owocniki krótkotrzonowe. Miąższ rdzawobrązowy, korkowato-łykowaty. Wysyp zarodników rdzawożółtawy, nieamyloidalny. Zarodniki eliptyczne, gładkie, bez pory rostkowej. Hymenium z charakterystycznymi grubościennymi, brązowymi szczecinkami.

## Systematyka i nazewnictwo
Pozycja w klasyfikacji według Index Fungorum: Hymenochaetaceae, Hymenochaetales, Incertae sedis, Agaricomycetes, Agaricomycotina, Basidiomycota, Fungi
Synonim naukowy: Mucronoporus Ellis & Everh.
W 1968 r. Barbara Gumińska i Władysław Wojewoda nadali rodzajowi Onnia polską nazwę szczeciniak, zaś rodzajowi Hymenochaete nazwę szczecinkowiec. W 2003 roku jednak W. Wojewoda zmienił nazwę rodzaju Hymenochaete na szczeciniak, rodzaj Onnia natomiast podał jako synonim rodzaju Inonotus. Jest to niezgodne z aktualnym ujęciem w Index Fungorum, które traktuje Onnium jako odrębny rodzaj. Należące do niego gatunki według B. Gumińskiej i W. Wojewody nadal mają nazwę szczeciniak, ale jest ona niespójna z nazwą naukową.
Gatunki
- Onnia circinata (Fr.) P. Karst. 1889 – tzw. szczeciniak świerkowy
- Onnia incisa (Lloyd) Imazeki 1952
- Onnia microspora Y.C. Dai & L.W. Zhou 2017
- Onnia orientalis (Lloyd) Imazeki 1943
- Onnia subpertusa Imazeki 1943[6]
- Onnia subtriquetra Vlasák & Y.C. Dai 2017
- Onnia tibetica Y.C. Dai & S.H. He 2017
- Onnia tomentosa (Fr.) P. Karst. 1889 – tzw. szczeciniak filcowaty
- Onnia triquetra (Pers.) Imazeki 1955 – tzw. szczeciniak sosnowy

Wykaz gatunków i nazwy naukowe na podstawie Index Fungorum. Nazwy polskie na podstawie pracy B. Gumińskiej i W. Wojewody (wyd. z 1985 r.).